# ورم كظري

المواقع الرئيسية لانتقال بعض أنواع السرطان الشائعة. تشير الأسهم الحمراء إلى الانتقالات التي يعطيها سرطان الرئة للكظر

الورم الكظري أو الكتلة الكظرية، هو أي ورم حميد أو خبيث في الغدة الكظرية. وبشكل عام، يميل العديد من أورام الكظر إلى الإفراط في إنتاج الهرمونات. يشير مصطلح سرطان الغدة الكظرية إلى وجود ورم خبيث في الكظر، وتعتبر الأورام التالية مثالًا على ذلك: ورم الخلايا البدائية العصبية وسرطان قشر الكظر وبعض أورام القواتم الكظرية. تعتبر معظم أورام القواتم الكظرية وجميع أورام قشر الكظر الغدية حميدة؛ فهي لا تنتقل أو تغزو الأنسجة المجاورة. مع ذلك، قد تسبب الأورام الحميدة مشاكل صحية هامة بسبب الاضطراب الهرموني الذي تسببه.

## النقائل إلى الكظر
تعتبر الانتقالات السرطانية لإحدى الغدتين الكظريتين أو كليهما أشيع الآفات الخبيثة في الكظر وثاني أشيع أورام الكظر بعد الأورام الغدية الحميدة. تتضمن الأورام الأولية المسببة لنقائل الكظر ما يلي: سرطان الرئة (39%) وسرطان الثدي (35%) والورم الميلانيني الخبيث وسرطان الجهاز الهضمي وسرطان البنكرياس وسرطان الكلية.

## أورام قشر الكظر
يتكون قشر الكظر من ثلاث طبقات مختلفة من الخلايا الغدية التي تنتج الهرمونات الستيرويدية الأساسية للجسم. تشمل تلك الستيرويدات الهرمونات القشرية السكرية والمعدنية وبعض الهرمونات الجنسية. تعتبر الستيرويدات القشرية السكرية ضرورية لتنظيم نسبة السكر في الدم ولوظيفة الجهاز المناعي ولاستجابة الجسم للإجهاد الفسيولوجي. تضم الهرمونات القشرية المعدنية الألدوستيرون المسؤول عن تنظيم ضغط الدم ووظائف الكلى. قد تكون الأورام الحميدة أو الخبيثة في قشر الكظر منتجة للهرمونات الستيرويدية، وهذا سيؤدي إلى عواقب سريرية مهمة.

### الورم الكظري الغدي
تعتبر أورام قشر الكظر الغدية حميدة، وهي شائعة للغاية؛ فقد تكون موجودة لدى 1-10 % من الأشخاص عند تشريحهم بعد الوفاة. لا ينبغي الخلط بينها وبين عقيدات قشر الكظر؛ فهذه الأخيرة ليست آفات حقيقية. لا تشيع أورام قشر الكظر الغدية في المرضى الذين تقل أعمارهم عن 30 عام، وتكون نسبة إصابة الذكور والإناث بها متساوية. [بحاجة لمصدر] تملك الأهمية السريرية لهذه الأورام شقين. يقتضي الأول أن مقدار الاكتشاف غير المتوقع لهذه الأورام قد ارتفع في السنوات الأخيرة بالتزامن مع الاستخدام المتزايد للتصوير المقطعي المحوسب والتصوير بالرنين المغناطيسي، وهذا قد يقود إلى اختبارات إضافية وإجراءات متوغلة باهظة الثمن لاستبعاد الاحتمال الضئيل لسرطان قشر الكظر في المراحل الباكرة. مع ذلك، يوجد نسبة قليلة من أورام قشر الكظر الوظيفية تقدر بنحو 15%. تنتج الأورام الوظيفية الستيرويدات القشرية السكرية والمعدنية و/ أو الهرمونات الجنسية، وهذا يؤدي إلى اضطرابات غدية هامة كمتلازمة كوشينغ ومتلازمة كون (فرط الألدوستيرونية) وتكاثر الإناث أو تأنيث الذكور. تكون أورام قشر الكظر الغدية الوظيفية قابلة للشفاء جراحيًا.
يبلغ حجم معظم أورام قشر الكظر الغدية أقل من 2 سم وتزن أقل من 50 غرام. ومع ذلك، لم يعد حجمها ووزنها من العلامات الموثوقة الدالة على السلامة أو الخباثة. يوصف ورم قشر الكظر الغدي بالفحص العياني على أنه آفة وحيدة مغلفة ومحددة جيدًا ذات سطح قطع أصفر وصلب ومتجانس. يعتبر النخر والنزيف من الموجودات النادرة.

### سرطان قشر الكظر
سرطان قشر الكظر، هو سرطان نادر شديد العدوانية في الخلايا القشرية الكظرية يصيب الأطفال والبالغين. لا ينتج العديد من سرطانات قشر الكظر أي هرمونات، ولكن قد يكون بعضها وظيفي ومنتج للهرمونات الستيرويدية، وهذا قد يؤدي إلى اختلال وظيفي مماثل للاختلال المشاهد في العديد من أورام قشر الكظر الغدية. لا تشخص معظم سرطانات قشر الكظر حتى تصبح كبيرة جدًا لأنها تقع خلف الصفاق. يغزو سرطان قشر الكظر في معظم الحالات الأوعية الكبيرة كالوريد الكلوي والوريد الأجوف السفلي مثلًا. كذلك، قد ينتقل عبر الأوعية اللمفاوية والدم إلى الرئتين والأعضاء الأخرى. تعتبر الجراحة العلاج الأكثر فعالية، ولكنها تصبح غير متاحة في كثير من الحالات. يمكن أيضًا استخدام العلاج الكيميائي والشعاعي والهرموني. يعتبر إنذار وسير المرض سيء بشكل عام.

## أورام لب الكظر
يقع لب الكظر من الناحية التشريحية في مركز الغدة الكظرية، ويتكون من خلايا غدية صماوية عصبية (خلايا أليفة للكروم). تنتج الخلايا السابقة وتطرح الإبينفرين (الأدرينالين) في مجرى الدم استجابةً لتنشيط الجهاز العصبي الودي. ورم الخلايا البدائية العصبية وورم القواتم هما أهم أورام لب الكظر. قد ينشأ النوعان الورميان السابقان خارج الغدة الكظرية، وتعتبر المستقتمة التابعة للسلسلة الودية مثالًا على ذلك.

### ورم الخلايا البدائية العصبية
ورم الخلايا البدائية العصبية أو الورم الأرومي العصبي، هو سرطان عدواني يصيب الخلايا الأرومية العصبية غير الناضجة (سلائف الخلايا العصبية)، وهو أحد أشيع سرطانات الأطفال. يبلغ متوسط العمر عند التشخيص عامين بشكل عام. يشخص الورم الأرومي العصبي الكظري عادةً بعد قصة نمو سريع لكتلة في البطن. يكون الورم قد انتشر في كثير من الأحيان إلى أجزاء بعيدة من الجسم عند التشخيص، ولكن تعتبر العديد من الحالات قابلة للشفاء بدرجة كبيرة عندما يقتصر انتشاره على الكبد والجلد و/ أو نقي العظم (المرحلة IVS). يوجد أورام أخرى أقل عدوانية مرتبطة بهذا النوع تتكون من خلايا عصبية أكثر نضجًا كالورم الأرومي العصبي العقدي والورم العصبي العقدي. تنتج معظم أورام الخلايا البدائية العصبية مستويات مرتفعة من مستقلبات الكاتيكولامينات كحمض الفانيليل مانديليك وحمض الهوموفانيليك. قد يسبب هذا النوع من الأورام إسهالات مائية شديدة ناجمة عن إنتاج الببتيد المعوي الفعال وعائيًا. يشمل علاج الورم الأرومي العصبي الجراحة والعلاج الشعاعي للأورام الموضعية والعلاج الكيميائي للأورام المنتشرة.

### ورم القواتم
ورم القواتم أو الفيوكروموسيتوما، هو ورم يتكون من خلايا مشابهة للخلايا الأليفة للكروم في لب الكظر الناضج. يصيب ورم القواتم جميع الفئات العمرية، وقد يكون فردي معزول أو مرتبط بمتلازمة سرطانية وراثية كمتلازمة الأورام الصماوية المتعددة من النوع IIA وIIB أو متلازمة الورام الليفي العصبي من النوع الأول أو متلازمة فون هيبل لينداو. تبلغ نسبة الأورام الخبيثة 10% فقط من مجمل أورام القواتم الكظرية، بينما تكون باقي الأورام حميدة. تتميز أورام القواتم من الناحية السريرية بالميل إلى إنتاج كميات كبيرة من الكاتيكولامينات كالإبينفرين (الأدرينالين) والنورإبينفرين (النورأدرينالين). قد يؤدي هذا إلى ارتفاع ضغط دم مهدد للحياة واضطراب في نظم القلب والعديد من الأعراض الأخرى كالصداع والخفقان ونوبات القلق والتعرق وفقدان الوزن والرعاش. تعتبر معايرة مستقلبات الكاتيكولامين - كحمض الفانيليل مانديليك- والميتانفرين في البول أسهل الوسائل المؤكدة للتشخيص. تعالج معظم أورام القواتم بالمناهضات الأدرينالية أولًا للوقاية من تأثير فرط الكاتيكولامينات، ثم تجرى الجراحة المزيلة للورم لاحقًا بمجرد استقرار المريض طبيًا.